# NGC 3702
NGC 3702 (również PGC 35448) – galaktyka spiralna (Sa), znajdująca się w gwiazdozbiorze Pucharu. Odkrył ją w 1886 roku Francis Leavenworth.